# Erupción del volcán Calbuco de 2015
La erupción del volcán Calbuco de 2015 fue una erupción volcánica ocurrida en Chile que tuvo su primer pulso eruptivo a las 17:50 hora local (UTC-3) del 22 de abril, el segundo a las 01:00 del 23 de abril y el tercero a las 13:08 del 30 de abril. Causó graves daños a la agricultura y la ganadería y por su causa se declaró el estado de excepción constitucional de zona de catástrofe, alerta roja, toque de queda, evacuación forzada de unas 9000 personas, cerca de 500 viviendas dañadas, suspensión del tránsito aéreo y daños por unos US$40 000 000.

## Antecedentes
El volcán Calbuco es un estratovolcán localizado en la provincia de Llanquihue, Región de Los Lagos. Su ladera sur está dentro de la comuna de Puerto Montt y su ladera norte en la de Puerto Varas. Forma parte de la reserva nacional Llanquihue, administrada por la Corporación Nacional Forestal (CONAF). Su silueta es visible desde la ciudad de Osorno hasta la isla de Chiloé.
Es considerado por el Servicio Nacional de Geología y Minería (Sernageomin) .
Desde tiempos de la Colonia se han registrado 13 erupciones en el Calbuco. La más reciente comenzó el 27 de enero de 1961, con una gran columna de Tefra que alcanzó una altura máxima estimada de 13 a 15 kilómetros. El 1 de febrero del mismo año se desarrolló la primera explosión, mientras que la madrugada del 10 de marzo se produjo la gran erupción con un ruido que, de acuerdo a los archivos de la época, fue percibido a ocho kilómetros del edificio volcánico.
Cabe destacar además que en 2015 el volcán presentó actividad por última vez
En 2011, la diputada de la Unión Demócrata Independiente por Puerto Montt, Marisol Turres, advirtió sobre el inminente riesgo de erupción del volcán, sobre todo en la localidad de Alerce, que se construyó en la zona de riesgo de un volcán activo.
El 15 de abril, una semana antes del evento, autoridades regionales y especialistas del Sernageomin analizaron las medidas de preparación frente a una eventual manifestación en el Calbuco, que contemplaban labores para definir e informar vías de evacuación y zonas de seguridad, además de la actualización de los mapas de riesgo volcánico de la zona (cuyos últimos registros fueron elaborados en la década de 1990). Pese a la ausencia oficial de antecedentes asociados a una activación del volcán, vecinos de Alerce percibieron ruidos subterráneos que generaban preocupación.

## Erupción

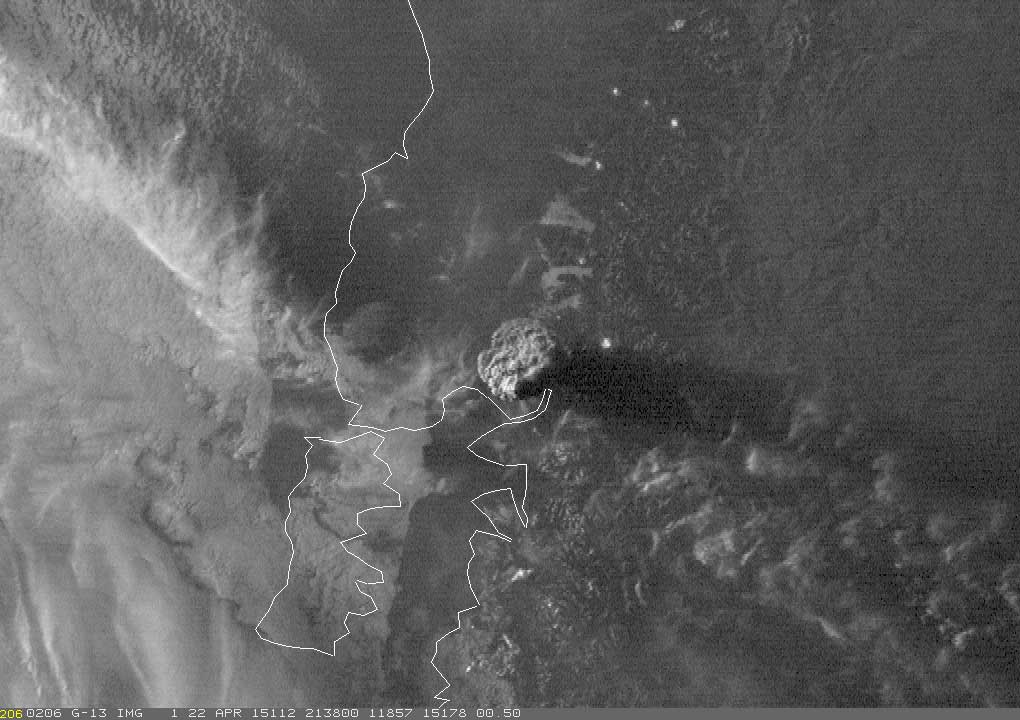
Imagen satelital de la columna eruptiva del volcán Calbuco, el 22 de abril de 2015.

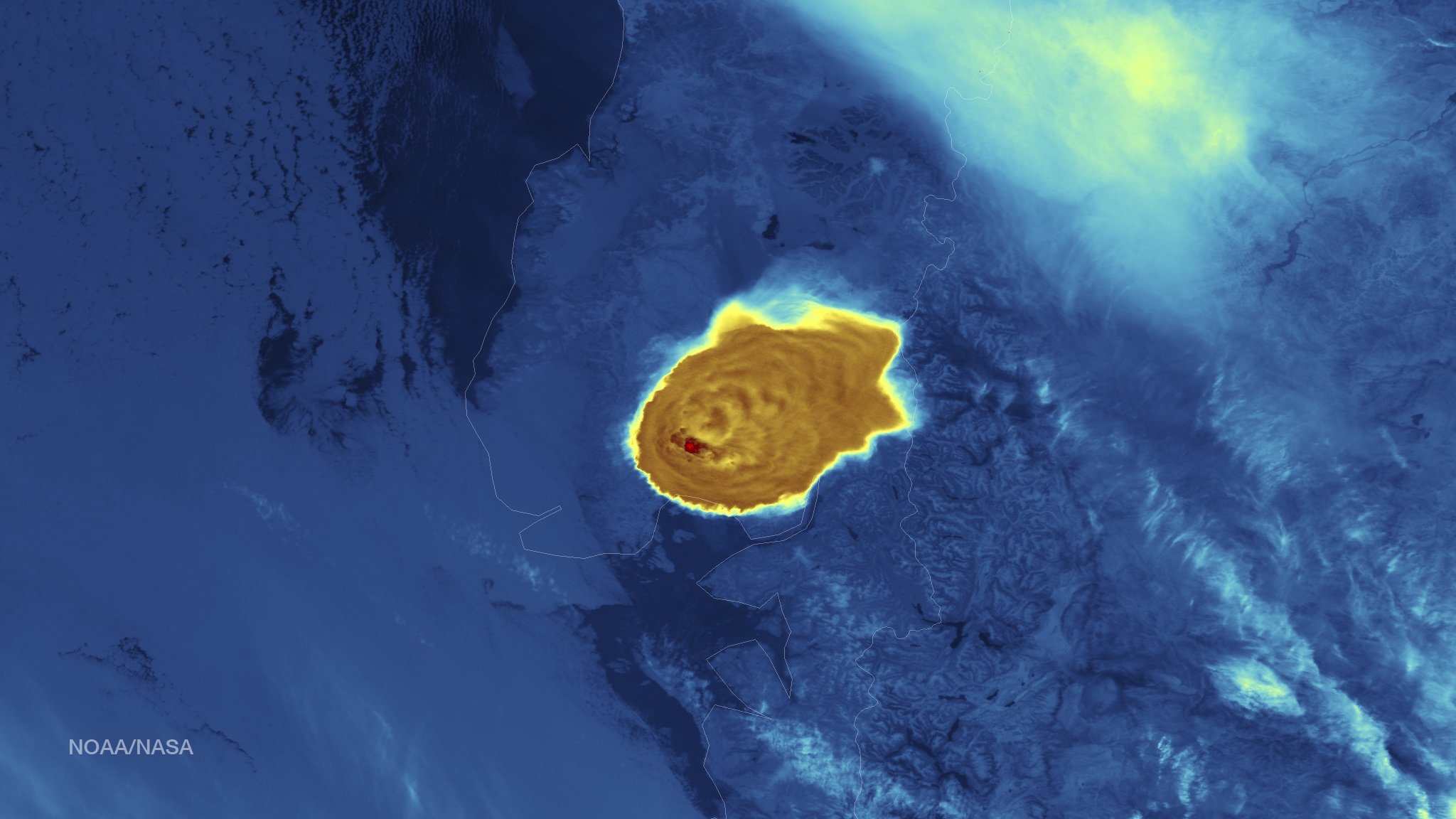
Imagen tomada por el instrumento VIIRS del satélite Suomi NPP en canal de infrarrojos de alta resolución, el 23 de abril de 2015.

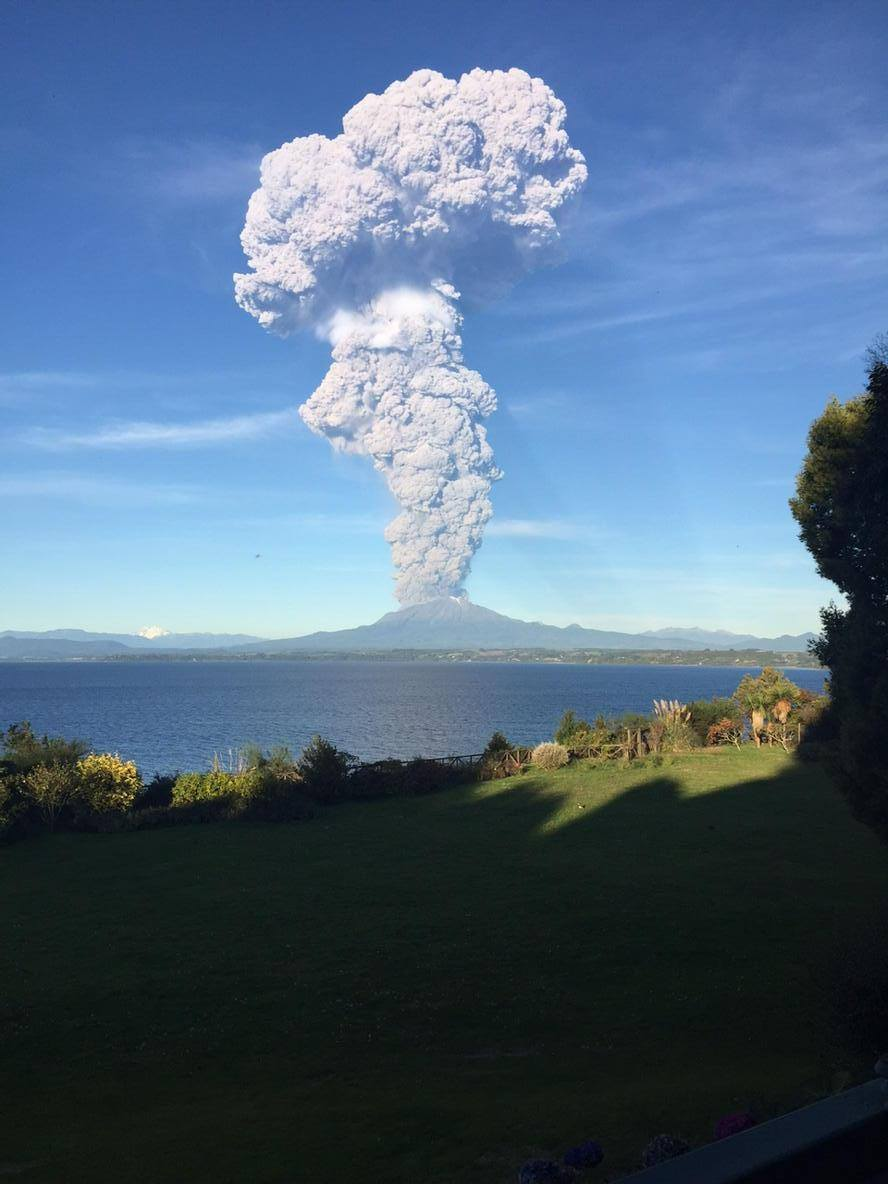
Imagen del primer pulso eruptivo, registrado el 22 de abril.

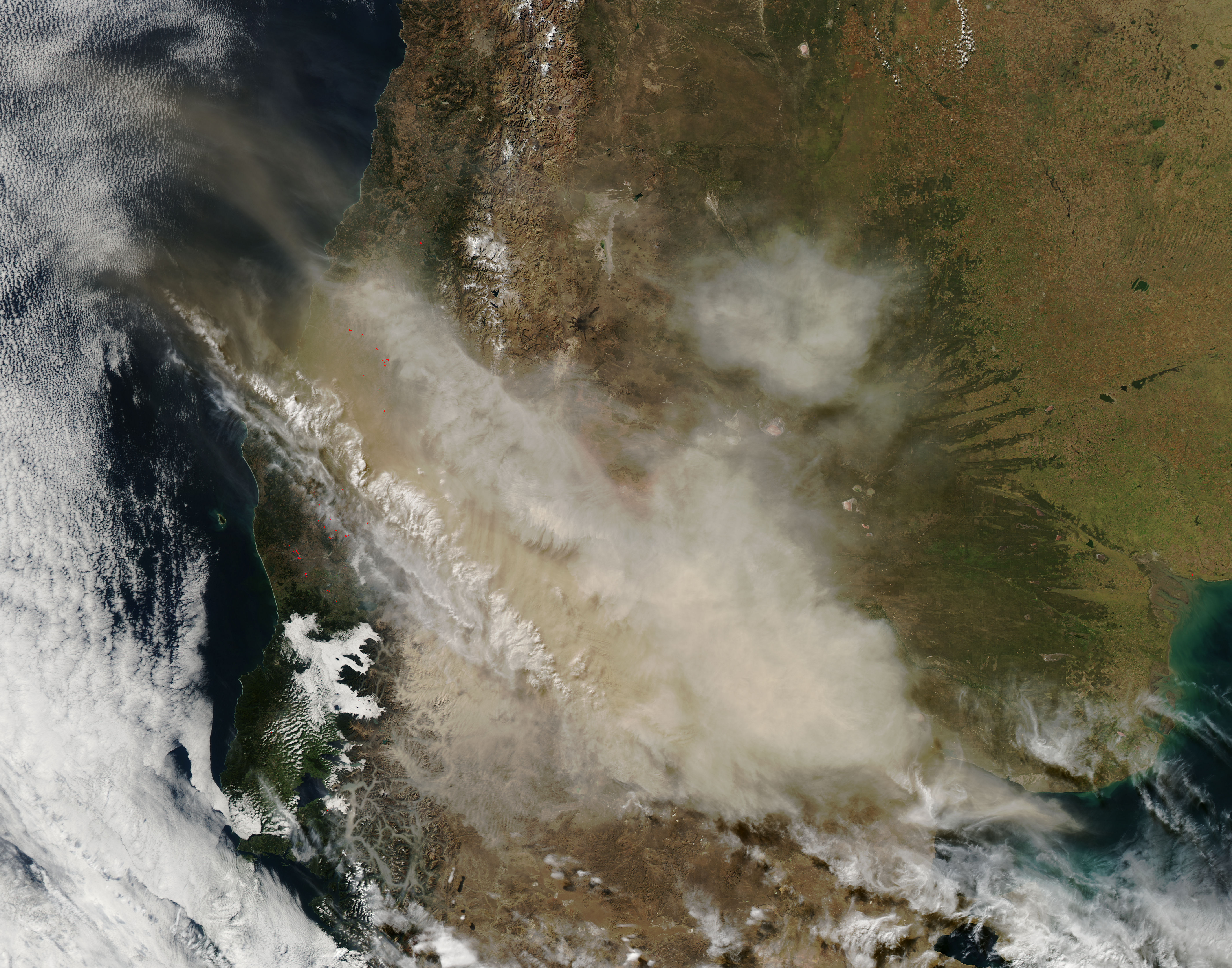
Imagen de la pluma de cenizas moviéndose de norte a este, tomada a las 18:35 UTC del 23 de abril por el satélite Aqua.

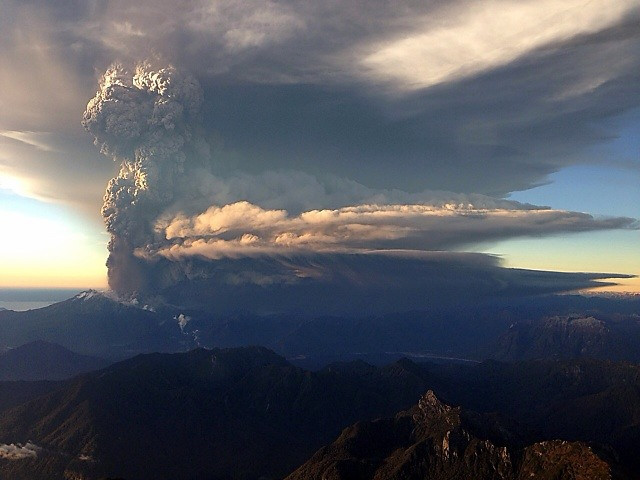
Columna y pluma de cenizas de la erupción, el 22 de abril de 2015.

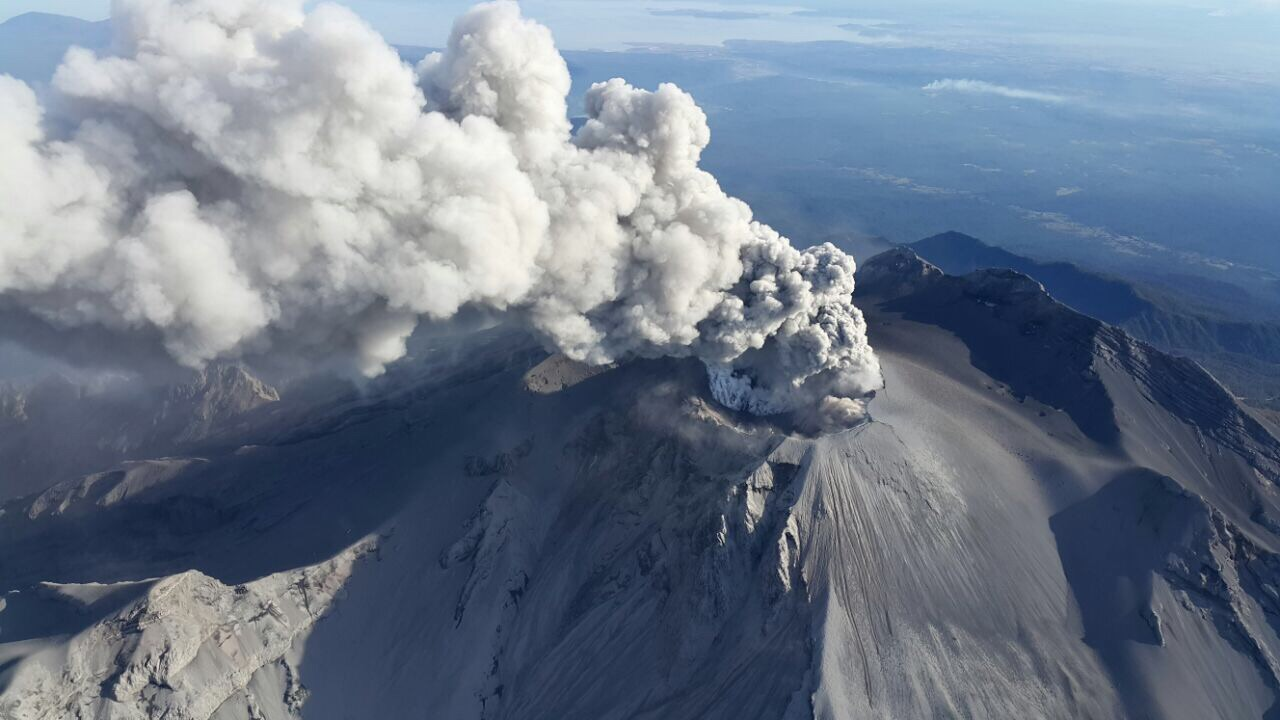
Imagen aérea de la columna eruptiva del Calbuco, el 24 de abril de 2015.

La erupción fue precedida por un enjambre sísmico en la zona del volcán, desde las 15:11 hora local. Durante dos horas se registraron 140 sismos; el de mayor envergadura alcanzó una magnitud de 2,5 en la escala sismológica de Richter, localizado a 3,3 kilómetros al oeste del cráter principal y a 7,4 kilómetros de profundidad.
A las 17:54 hora local se generó una columna eruptiva de color gris que alcanzó una altura máxima de 15 kilómetros. La fase más enérgica se prolongó por una hora y media, seguida a las 21:55 hora local por un tremor armónico, sugiriendo una posible emisión de lava desde el cráter principal.
A las 01:00 hora local del 23 de abril se produjo un nuevo pulso eruptivo en el Calbuco, más enérgico que el primero. La intensa actividad superficial se extendió por seis horas, generando también una columna eruptiva de 15 kilómetros de altura, acompañada por una continua emisión de fragmentos de material incandescente con comportamiento balístico, que no superaron los cinco kilómetros en torno al edificio volcánico.
Tras un sobrevuelo al volcán, se observaron al menos seis centros de emisión de material particulado sobre el domo antiguo y a sus costados oeste, suroeste y sur.
En ambos eventos, la dispersión piroclástica se concentró principalmente hacia el este y noreste del macizo. Se registró caída de piroclastos gruesos (pómez) en la región de Los Lagos, y piroclastos finos (cenizas) en las regiones de Los Ríos y de la Araucanía. También se produjeron flujos piroclásticos con un alcance máximo de siete kilómetros y lahares que viajaron hasta una distancia cercana a los 15 kilómetros, por cauces que descienden del volcán. La situación más grave se presentó en la localidad de Ensenada, con hasta un metro de acumulación de cenizas.
A partir de las 23:30 hora local del 23 de abril se observó un nuevo incremento en la actividad superficial del volcán, caracterizado por la presencia de una columna de material particulado que alcanzó una altura máxima de dos kilómetros, con una dispersión preferencial hacia el noreste variando al este-sureste en horas de la tarde del 24 de abril. También se observó la incipiente emisión de un flujo de lava desde el cráter principal y hacia su costado este, alcanzando distancias que no superaron los 50 metros.
Hasta el 24 de abril el Calbuco emitió 210 millones de metros cúbicos de cenizas a la atmósfera (40 millones en el primer pulso eruptivo y 170 millones en el segundo), una cifra notable considerando que cada metro cúbico equivale a cerca de una tonelada de material volcánico.
Debido al pronóstico de precipitaciones en la zona durante las semanas próximas a la erupción, Sernageomin advirtió sobre la alta probabilidad de que se registren lahares secundarios, es decir, aluviones volcánicos causados por la removilización del material piroclástico del volcán. La preocupación surgió por el aprendizaje vivencial de la erupción del volcán Chaitén de 2008, ya que la ciudad homónima fue golpeada principalmente por lahares secundarios.
A las 13:08 hora local del 30 de abril, comenzó un tercer pulso eruptivo en el Calbuco tras una nueva fase de inestabilidad aguda, marcada principalmente por un tremor armónico (movimiento de magma al interior del edificio volcánico). Su columna eruptiva se alzó hasta los cinco kilómetros y se dispersó preferentemente hacia el sureste.
Los expertos determinaron sobre la base de la historia geológica del Calbuco la posibilidad de que el ciclo eruptivo se extienda por varios meses, como también que evolucione de su fase explosiva (emisión de piroclastos) a efusiva (emisión de lava). Dada la alta viscosidad de esta, no es previsible que se observen «ríos» de lava, pero sí que se construyan domos en la parte alta del edificio volcánico, los que posteriormente son destruidos para permitir nuevamente la apertura de la chimenea volcánica.

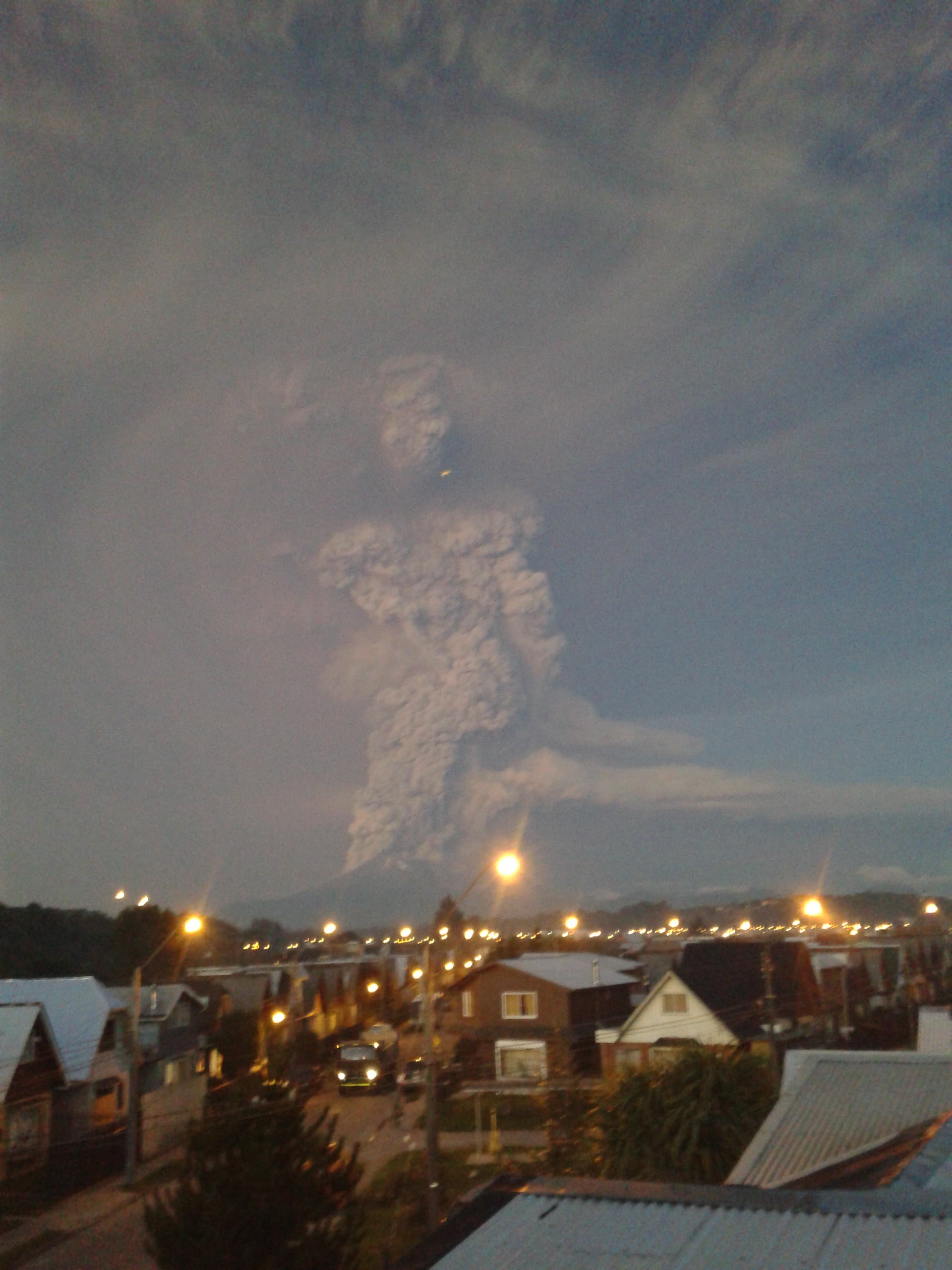
Vista de Puerto Montt de la erupción del volcán Calbuco, momento en que testigos vieron una figura de una mujer embarazada en la columna de cenizas.